# Alamanda
Alamanda (Allamanda cathartica), common trumpetvine, também conhecida como alamanda-amarela ou dedal-de-dama, é uma planta tóxica ornamental da família Apocynaceae. É nativa do Brasil.
É uma trepadeira arbustiva e latescente. Possui quatro folhas verticiladas, oblongas ou ovadas, acuminadas e glabras. As flores são amarelas, fasciculadas, axilares e campanuladas. A simetria de sua flor é actinomorfa; é cíclica, dialisépala, gamopétala e diclamídia; o seu estigma é ramificado; seus estames são livres, possuindo deiscência rimosa, isostêmone e epipétala. As folhas são verticiladas e apresentam nervação peninérvea. O fruto é do tipo cápsula bivalve, contendo poucas sementes.

## Uso medicinal e toxicidade
Esta planta tóxica é muito utilizada na medicina popular, principalmente como purgante (catártico). Porém, este uso, bem como as ingestões acidentais da planta, acarretam distúrbios gastrintestinais intensos caracterizados por náuseas, vômitos, cólicas abdominais e diarréia, em razão da presença de saponinas. O leite que ela possui causa queimaduras severas, planta altamente tóxica.

## Etimologia
"Orélia" é uma referência ao dourado de suas flores, que se assemelham ao ouro. Cathartica, traduzido do latim, significa "laxante", que é uma propriedade atribuída à planta pelo povo.